# 톰 윌킨슨
톰 윌킨슨(영어: Tom Wilkinson, OBE, 1948년 2월 5일~2023년 12월 30일)은 잉글랜드의 배우이다.

## 출연 작품

### 영화
- 《음모자》
- 《마이클 클레이튼》
- 《작전명 발키리》- 프레드리히 프롬 장군 역
- 《락큰롤라》
- 《더블 스파이》- 하워드 튤리 역
- 《윈스턴 처칠의 폭풍전야》
- 《이터널 선샤인》
- 《이프 온리》
- 《러시아워》
- 《유령 작가》 - 폴 애밋 역
- 《진주 귀걸이를 한 소녀》
- 《패트리어트: 늪 속의 여우》
- 《배트맨 비긴즈》
- 《센스 앤 센서빌리티》
- 《셀마》
- 《리틀 보이》
- 《제니스 웨딩》
- 《인피니시드 비즈니스》
- 《본 인 더 스로트》
- 《스노든》
- 《나는 부정한다》
- 《더 초이스》
- 《디스 뷰티풀 판타스틱》
- 《더 타이탄》 - 마틴 콜링우드 역
- 《더 해피 프린스》
- 《더 캐쳐 워즈 어 스파이》
- 《데드 위크: 인생마감 7일 전》 - 레슬리 역
- 《버든》

### TV
- 《존 애덤스》(2008. 3. 6.~4. 27. 7부작)

## 상훈

### 수상
- 1998년 제51회 영국 아카데미 시상식 남우조연상
- 2001년 제66회 뉴욕 비평가 협회상 남우주연상
- 2001년 뉴욕 온라인 비평가 협회상 남우주연상
- 2002년 제17회 인디펜던트 스피릿 어워드 남우주연상
- 2007년 제12회 새틀라이트 시상식 남우조연상
- 2008년 제28회 런던 영화 비평가 협회상 영국남우조연상
- 2008년 제60회 에미상 TV영화/미니시리즈부문 남우조연상
- 2009년 제66회 골든 글로브 시상식 TV부문 남우조연상

### 서훈
- 2005년 대영 제국 훈장 4등급(OBE) 수훈[1]